# Fosse no 4 - 4 bis des mines de l'Escarpelle
La fosse no 4 - 4 bis de la Compagnie des mines de l'Escarpelle est un ancien charbonnage du bassin minier du Nord-Pas-de-Calais, situé à Douai, dans le hameau de Dorignies. Les travaux commencent en 1865, à 300 mètres à l'ouest de la ligne Paris-Nord - Lille, en bordure de la Deûle. Cette situation, au premier abord idéale, s'avère être problématique puisque les terrains sont gorgés d'eau et désagrégés. Pour la première fois dans le Nord, le procédé Kind-Chaudron est utilisé pour le fonçage du puits. En 1867, un second, le no 4 bis est creusé, à 90 mètres du premier. Comparé aux autres fosses de la Compagnie, le fonçage est plus long et coûteux.
Bien que la construction de la fosse ait coûté 1 618 897,67 francs, sa productivité est telle que peu après son ouverture en 1872, elle produit plus que les trois autres fosses réunies. Son ouverture a été une très bonne affaire pour la Compagnie, qui commence en 1875 les travaux de la fosse no 5, quelques centaines de mètres à l'ouest. Ces deux fosses exploitent le même gisement que la fosse Gayant de la Compagnie des mines d'Aniche.
La fosse est détruite pendant la Première Guerre mondiale. Elle est reconstruite avec des installations plus modestes, et ne sert plus qu'à l'aérage de la fosse no 5. Le puits no 4 bis et 4 sont respectivement remblayés en 1952 et 1954. Les installations sont détruites en février 1980, puis un lotissement est construit sur le carreau de la fosse. De la fosse, plus rien ne subsiste. Depuis le début du XXIe siècle, les têtes de puits sont matérialisées, et équipées d'exutoire de grisou.

## La fosse

### Fonçage des puits
En 1865, un premier puits est creusé à travers les sables mouvants, au moyen d'une tour en maçonnerie qui s'arrête dans l'argile plastique à 8,82 mètres. Il est continué par le système de croisures jointives. La quantité d'eau augmente avec l'approfondissement, et bientôt quatre pompes de cinquante centimètres de diamètre sont devenues insuffisantes ; on les remplace d'abord par deux, puis par quatre pompes de 70 centimètres de diamètre et on a atteint la tête des marnes à seize mètres, lorsque, le 18 avril 1866, le balancier de la machine se brise.
On se décide à ouvrir un deuxième puits à côté du premier, et en faisant fonctionner, à l'aide de dix générateurs de cinquante chevaux, deux machines avec quatre pompes de cinquante et quatre de 70 centimètres de diamètre à huit et dix coups par minute, on parvient à 22,89 mètres de profondeur ; mais on n'a pas pu aller au-delà. On tire jusqu'à 576 hectolitres d'eau par minute, et on fait monter la vapeur à sept atmosphères et demie. D'une part, le public prétend qu'on inondait la vallée de la Scarpe, et, d'autre part, qu'on assèche les puits de la ville de Douai. Enfin, d'après les indications fournies par un sondage et par la fosse no 3, on ne peut compter, avant la profondeur de 35 mètres, avoir des terrains solides permettant d'établir des picotages susceptibles de retenir les eaux. Il a été déjà dépensé 427 248,96 francs, dont 98 728,40 francs rien que pour le charbon consommé par les machines.
Dans cette situation, la Compagnie de l'Escarpelle a eu recours à une commission composée de Messieurs de Bracquemont, Glépin et Vuillemin, afin de savoir quel est le meilleur moyen à employer pour surmonter les difficultés que présente le creusement de la fosse no 4. Ces Messieurs ne mettent pas en doute la possibilité d'achever le creusement du puits no 4 par le procédé ordinaire, mais ils établissent par des calculs qu'il faudrait, pour atteindre la profondeur de 35 mètres, développer avec deux machines d'épuisement un travail utile de plus de mille chevaux, installer dix nouveaux générateurs de soixante chevaux, et dépenser au moins 550 000 francs, dont 120 000 en charbon, pour parvenir par un seul puits à la base du niveau, 90 mètres ; enfin, que 18 mois doivent être nécessaires pour arriver à cette profondeur de 90 mètres.
Mais les inconvénients de ce mode de travail leur font conseiller à la Compagnie de l'Escarpelle de ne pas l'employer, et d'avoir recours, pour la continuation de leur fosse, au système Kind-Chaudron, alors encore peu connu, ou au système de l'air comprimé. En employant le système Kind-Chaudron, il leur paraît nécessaire d'exécuter deux puits, par suite de la réduction obligée du diamètre à 3,40 mètres. L'exécution de ces deux puits jusqu'à 90 mètres coûterait 575 000 francs et exigerait 18 mois.
Le fonçage jusqu'à 35 mètres par l'air comprimé, obligerait, pour réduire la pression à deux atmosphères effectives, de continuer l'épuisement dans un des puits et à maintenir le niveau de l'eau à quinze ou vingt mètres de profondeur au-dessous du sol. Une fois les eaux retenues par des picotages dans l'un des puits, on continuerait son approfondissement par les procédés ordinaires, au diamètre de quatre mètres jusqu'à 90 mètres. La dépense ne serait que de 350 000 francs environ, et il ne faudrait que onze mois pour arriver à 90 mètres.

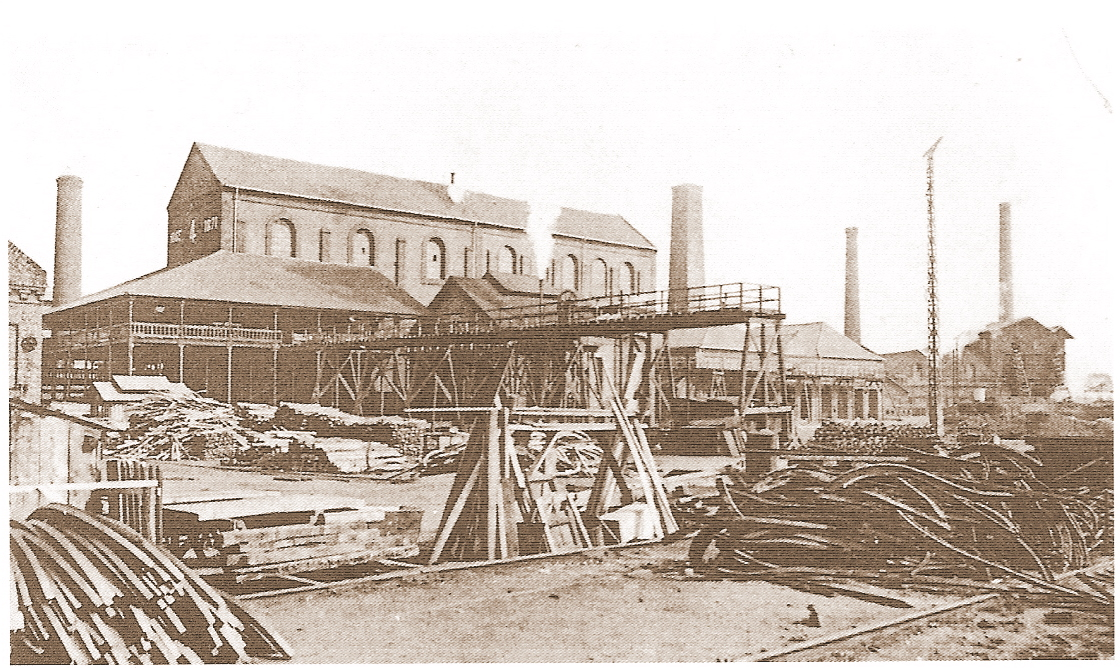
La fosse no 4 - 4 bis, avant la Guerre.

Malgré la différence de dépenses et de temps que paraît présenter le système de l'air comprimé, deux membres de la Commission ont été d'avis que la Compagnie de l'Escarpelle devait lui préférer le système Kind-Chaudron. Ils motivent cet avis, d'abord, sur les complications qu'offre l'emploi de l'air comprimé simultanément avec l'épuisement dans l'un des puits jusqu'à 35 mètres ; puis, sur la nécessité où l'on se trouverait ensuite d'établir un autre attirail d'épuisement pour atteindre 90 mètres ; enfin, sur l'influence funeste qu'exercerait l'emploi de l'air comprimé sur la santé des ouvriers, et l'incertitude où l'on se trouve qu'il fallût en continuer l'emploi au-delà de la profondeur de 35 mètres,.
La Compagnie adopte l'avis de la majorité de la Commission, et a eu à se féliciter de l'application du système Kind-Chaudron. D'après un Mémoire publié par M. de Boisset dans les Annales des Mines, tome XVI, 5e livraison, de 1869, les travaux d'installation du système Kind-Chaudron ont commencé fin novembre 1867, et le 1er mars suivant, le forage est en cours. À la fin de septembre 1868, le forage au grand trépan est parvenu à 104 mètres ; on descend le cuvelage, et, dès la fin de 1868, le niveau est complètement maintenu. La dépense ne s'élève qu'à 208 681,60 francs, et, en déduisant la valeur du matériel du sondage, à 161 337,38 francs seulement.

### Exploitation de la fosse

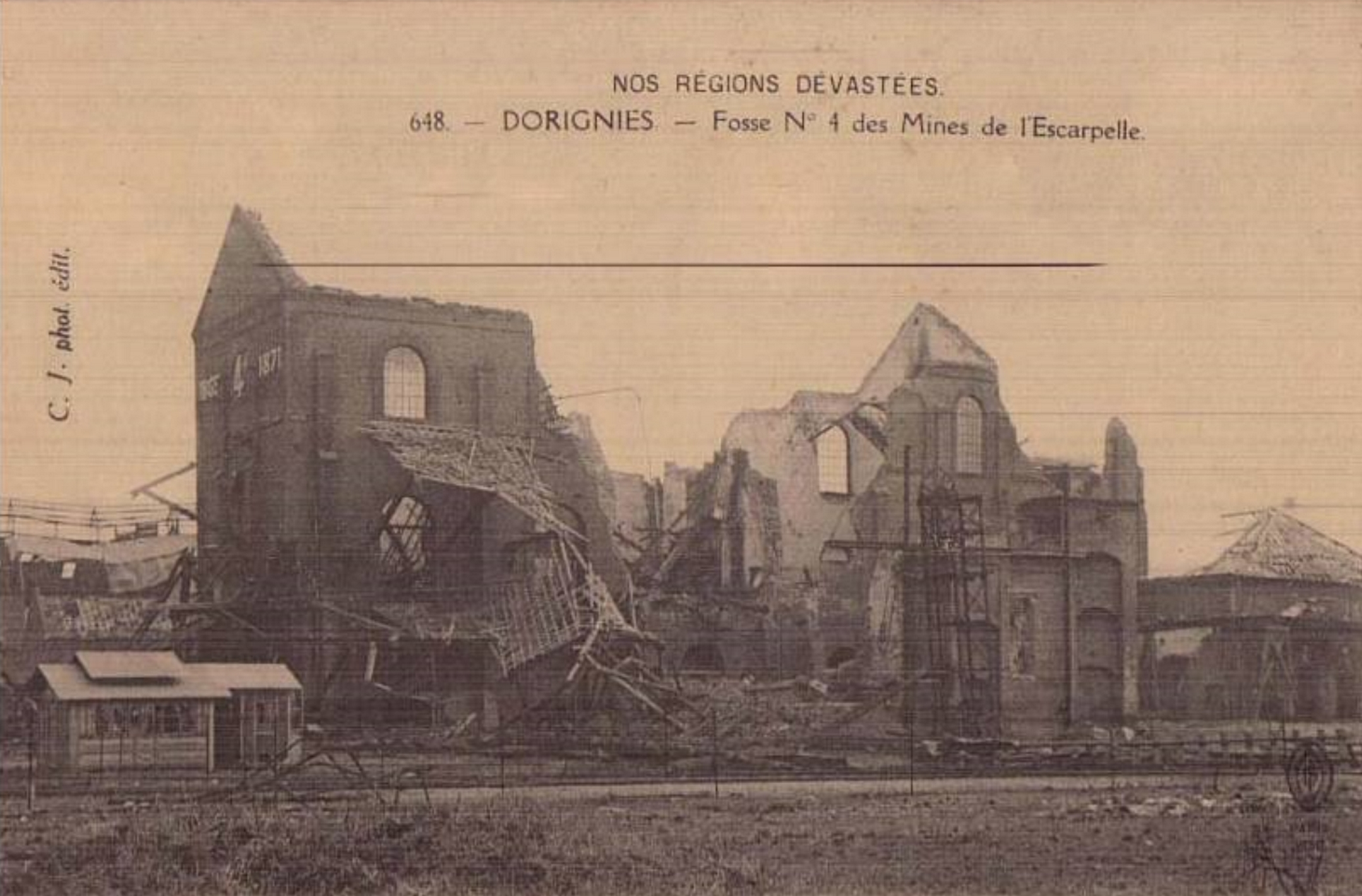
La fosse no 4 - 4 bis, après la Guerre.

La fosse no 4, composée de deux puits, est entrée en exploitation en 1872. Elle a découvert un gisement riche et régulier de houille grasse, et sa production y a bientôt atteint un chiffre élevé, dépassant celui des trois autres fosses réunies. En même temps, le prix de revient y est très-bas. Aussi, cette fosse a modifié d'une manière très favorable la situation de la Compagnie de l'Escarpelle. Cette Compagnie a ouvert, en 1875, sur le même gisement, et par le procédé Kind-Chaudron, un puits no 5, à 490 mètres à l'est-nord-est. Son installation est terminée peu avant 1880, et il commence immédiatement à entrer en exploitation.
Le creusement, l'installation et l'outillage des cinq fosses de l'Escarpelle ont coûté 774 415,69 francs pour la fosse no 1, 794 538,44 francs pour la fosse no 2, 996 393,85 francs pour la fosse no 3, 1 618 897,67 francs pour la fosse no 4 - 4 bis et 917 826,16 francs pour la fosse no 5, soit un total de 5 102 071,81 francs. La moyenne du prix coûtant d'une fosse est de 1 020 414,36 francs.
En 1880, la fosse produit 300 000 tonnes. Le puits no 4 bis sert à l'extraction en 1886. En 1913, on exploite à 540 mètres. Détruite en 1918, la fosse ne sert plus que pour l'aérage de la fosse no 5. Les deux puits sont dépourvus de chevalements, et la fosse est construite dans des proportions plus modestes.
Le puits no 4 bis, profond de 448 mètres, est remblayé en 1952, le no 4, profond de 535 mètres, l'est en 1954. Les installations sont détruites en février 1980. La production totale est de 5 392 233 tonnes de charbon gras.

### Reconversion du site
Au début des années 1980, un lotissement est installé sur le site de la fosse. Au début du XXIe siècle, Charbonnages de France matérialise les deux têtes de puits, et y installe des exutoires de grisou. Le BRGM y effectue des inspections chaque année. Le puits no 4 est situé juste devant une habitation, alors que le puits no 4 bis est situé dans un garage.

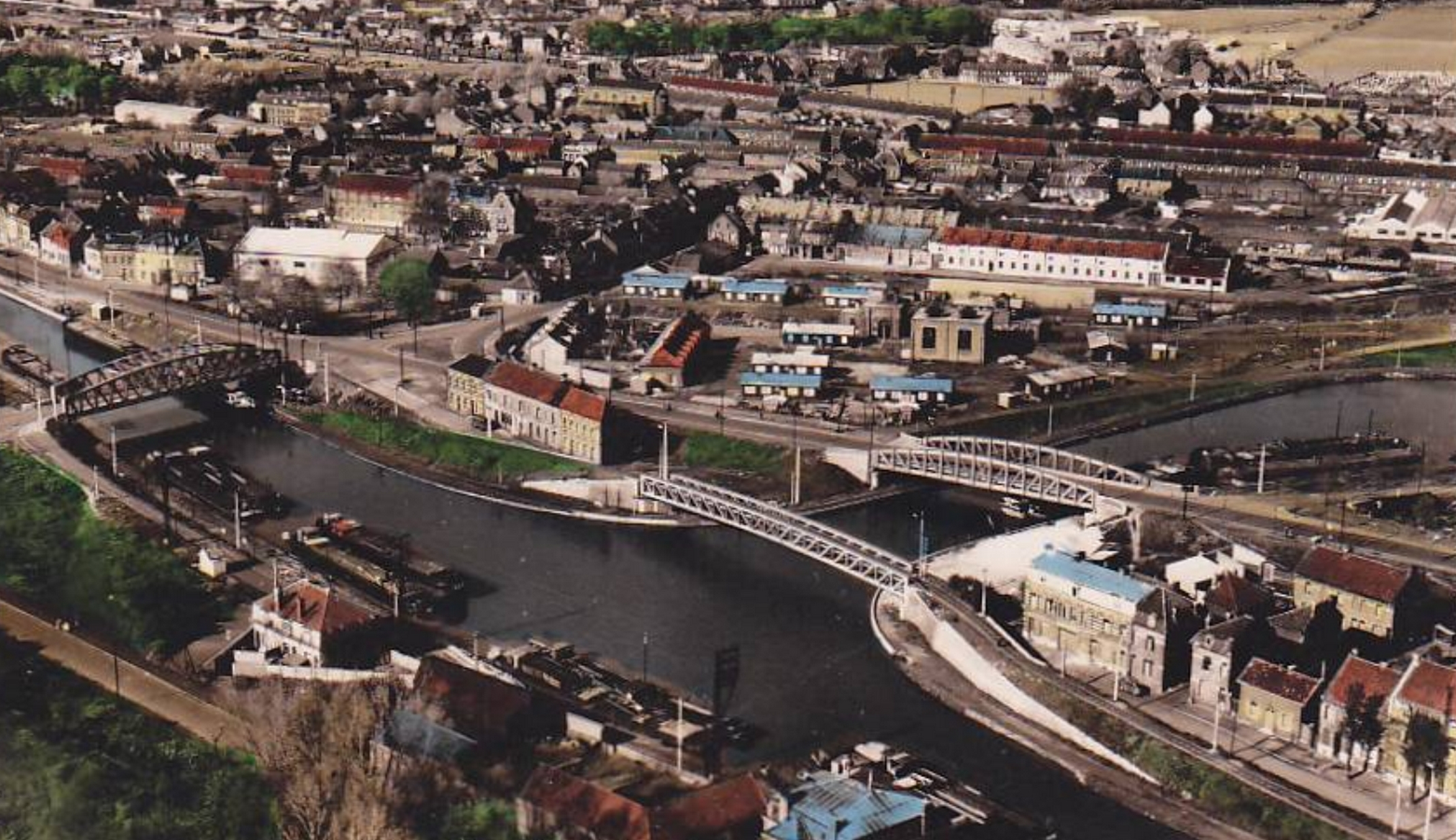
Vue aérienne de la fosse et son environnement après la Nationalisation. Des habitations ont été bâties sur le carreau[note 4].
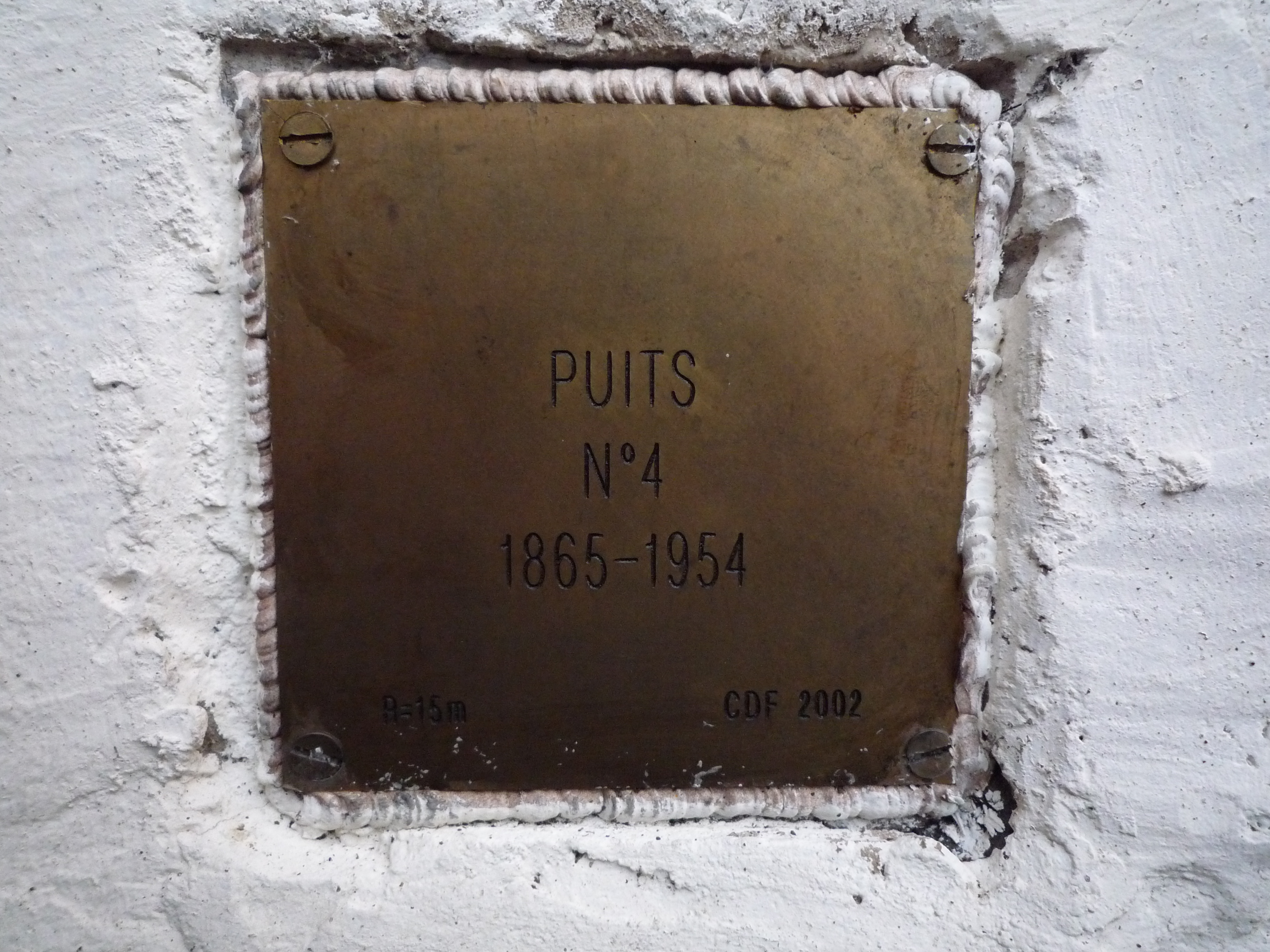
Puits no 4, 1865 - 1954.
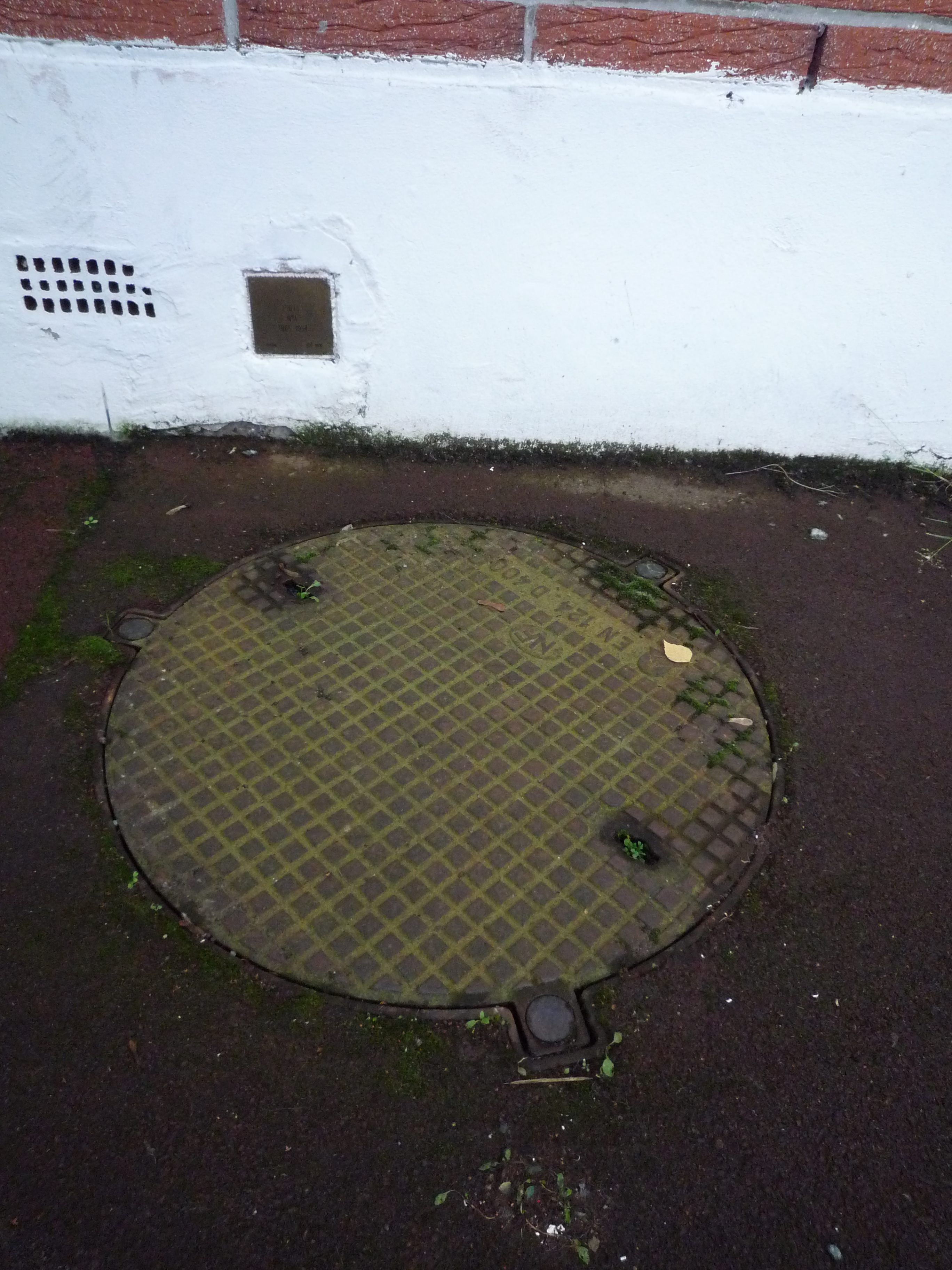
Tête de puits matérialisée no 4.
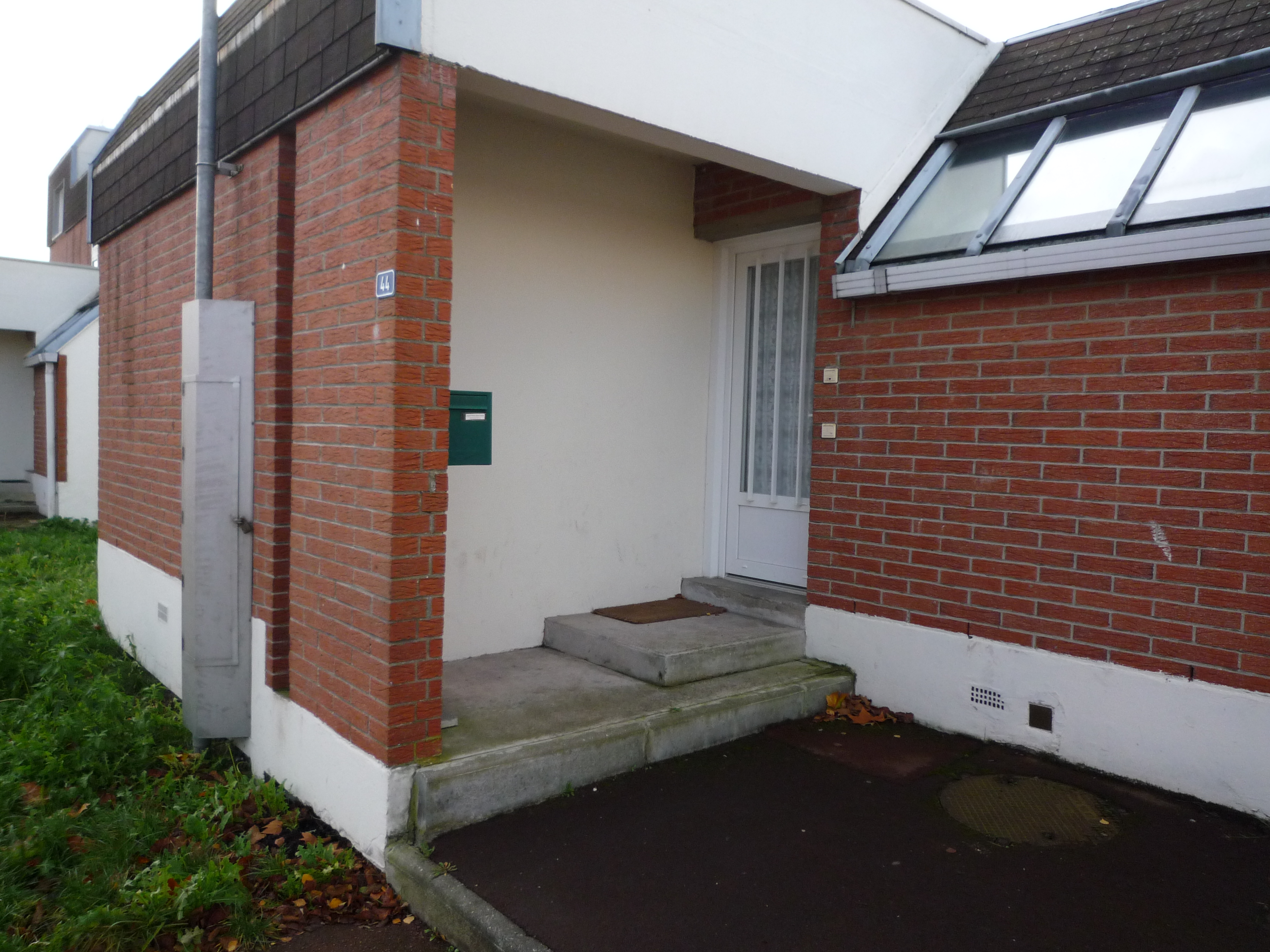
Exutoire de grisou et tête de puits matérialisée no 4.
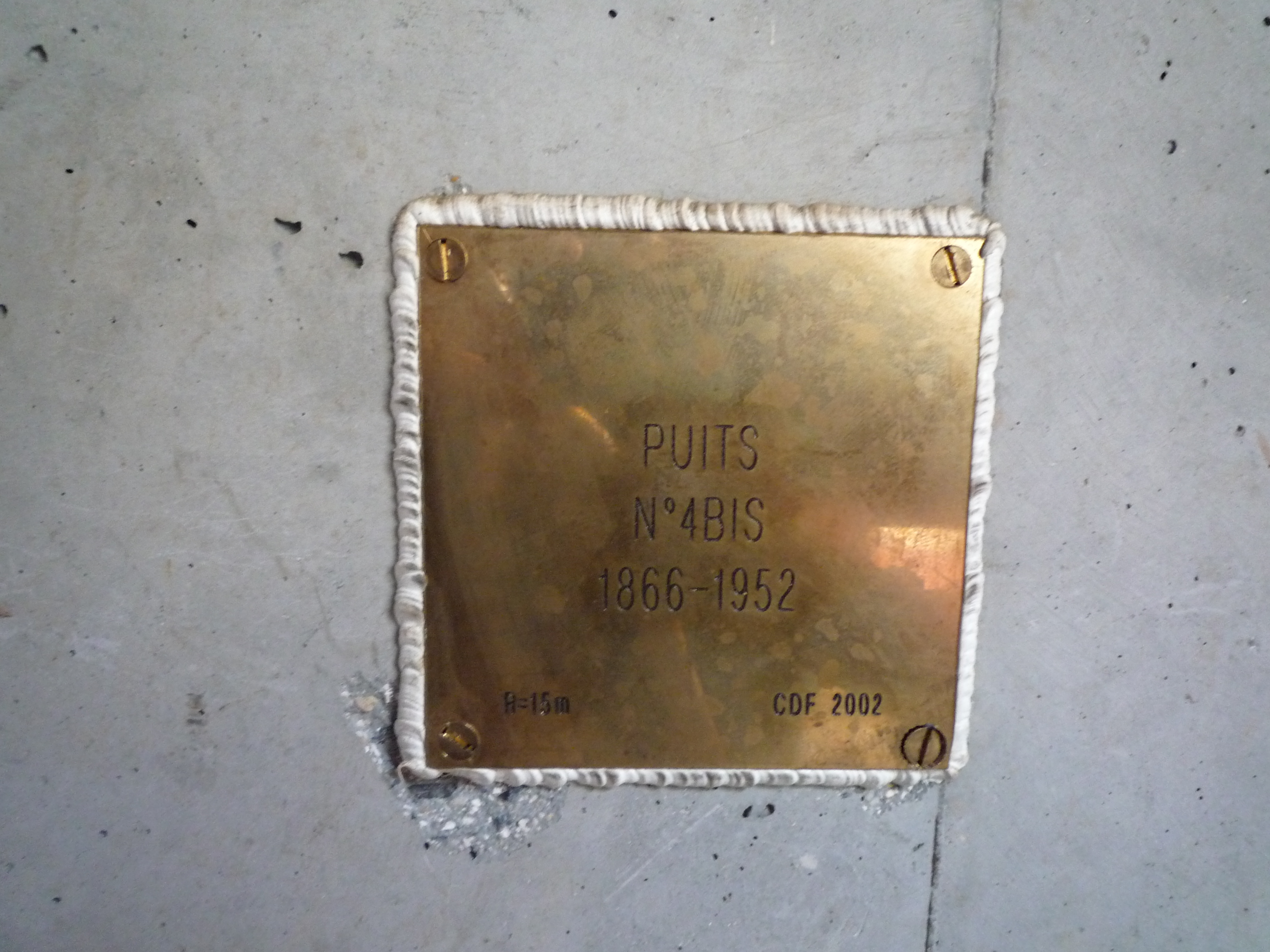
Puits no 4 bis, 1866 - 1952.
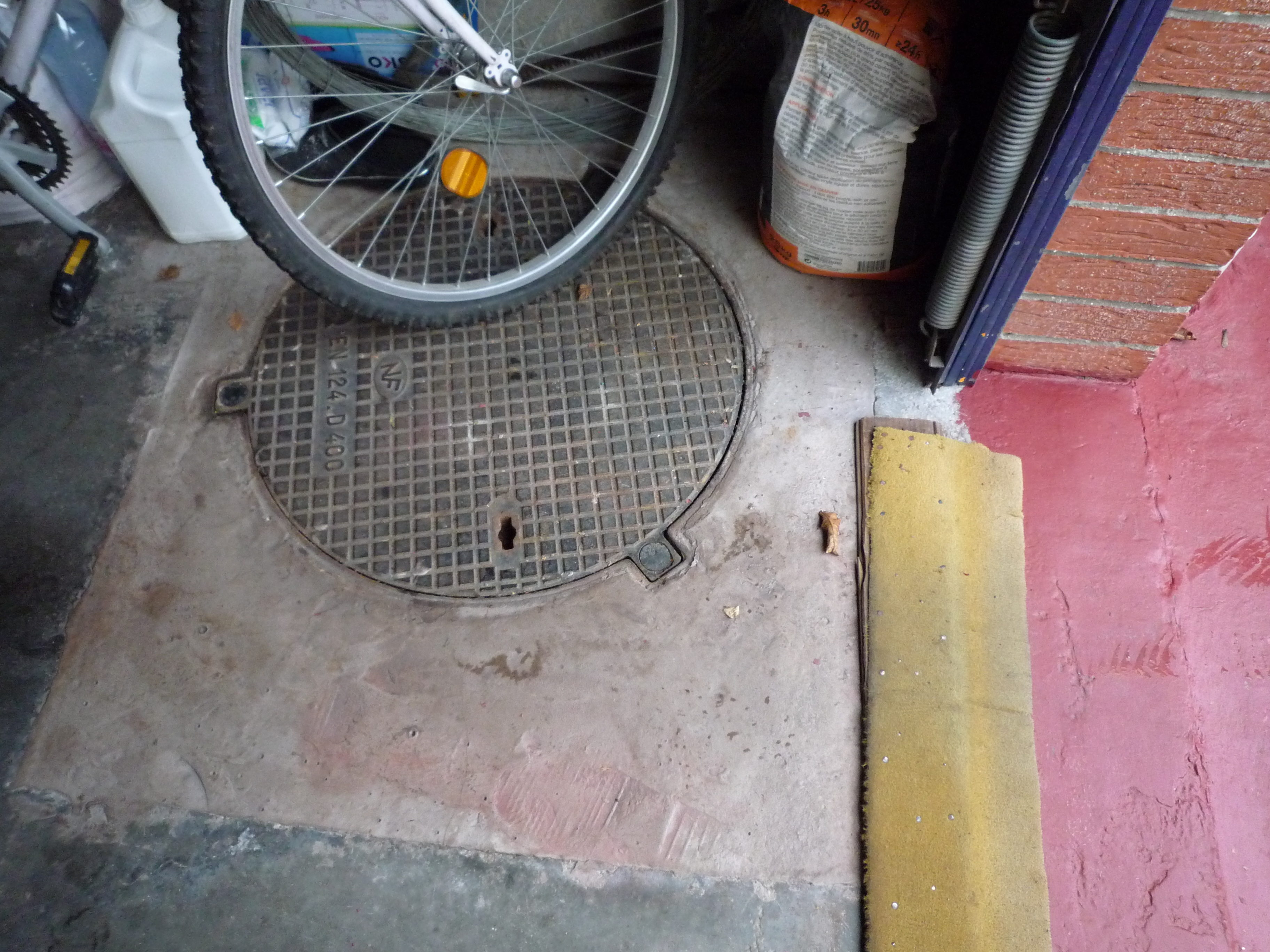
Tête de puits matérialisée no 4 bis.
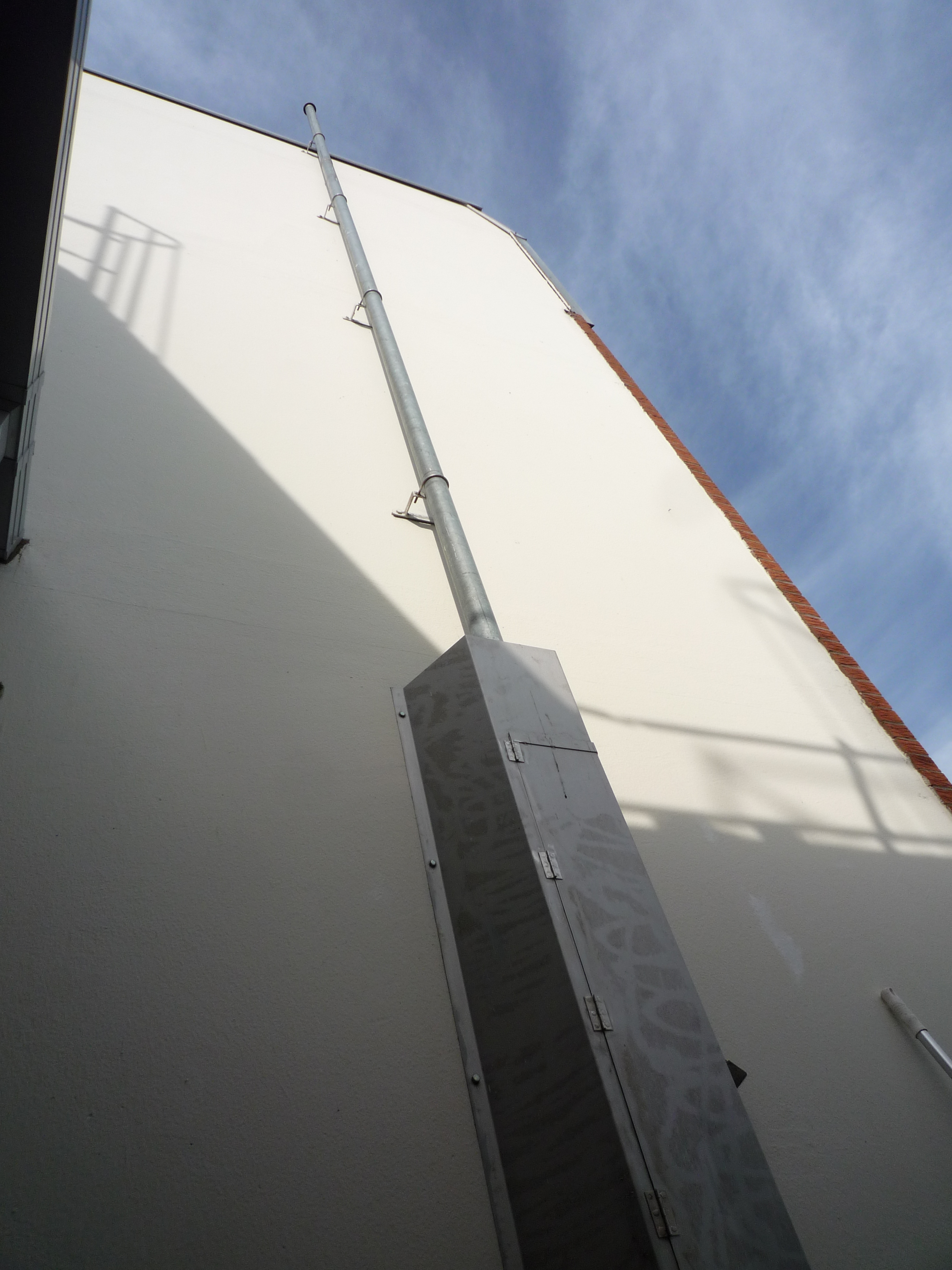
Exutoire de grisou et tête de puits matérialisée no 4 bis.

## Les cités
La Compagnie des mines de l'Escarpelle a construit plusieurs corons à proximité de la fosse pour y loger ses ouvriers. Il n'y a aucune maison individuelle. Après la Nationalisation, alors que la fosse est abandonnée, le site appartient toujours au Groupe de Douai, dix maisons sans étages sont construites sur le carreau de fosse. Chaque maison est constitué de deux logements, soit un total de vingt logements. Lorsqu'un lotissement est construit sur le carreau de fosse, ces habitations sont détruites, mais des modèles similaires existent encore dans tout le bassin minier, et notamment près de la fosse no 5 toute proche.

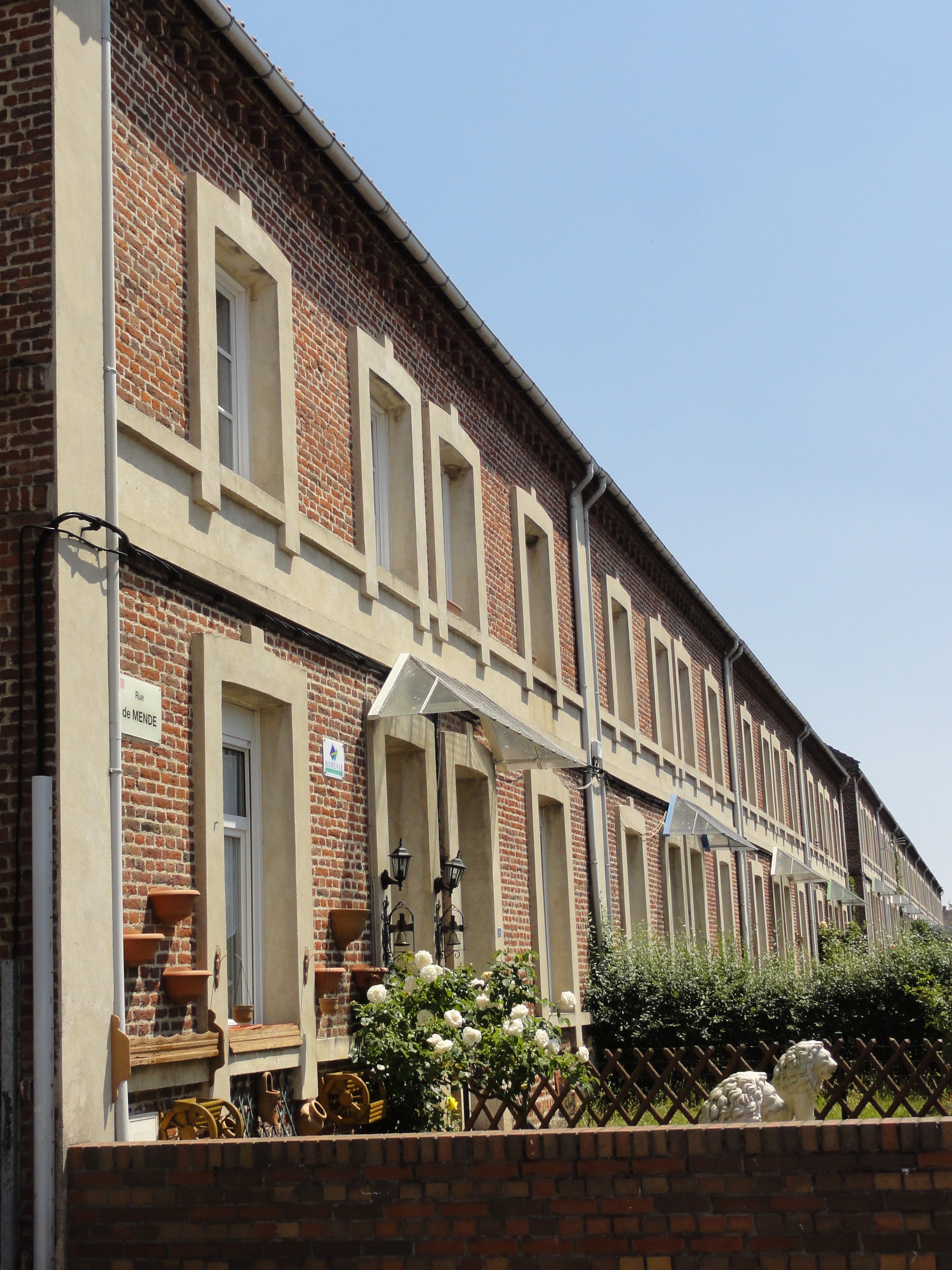
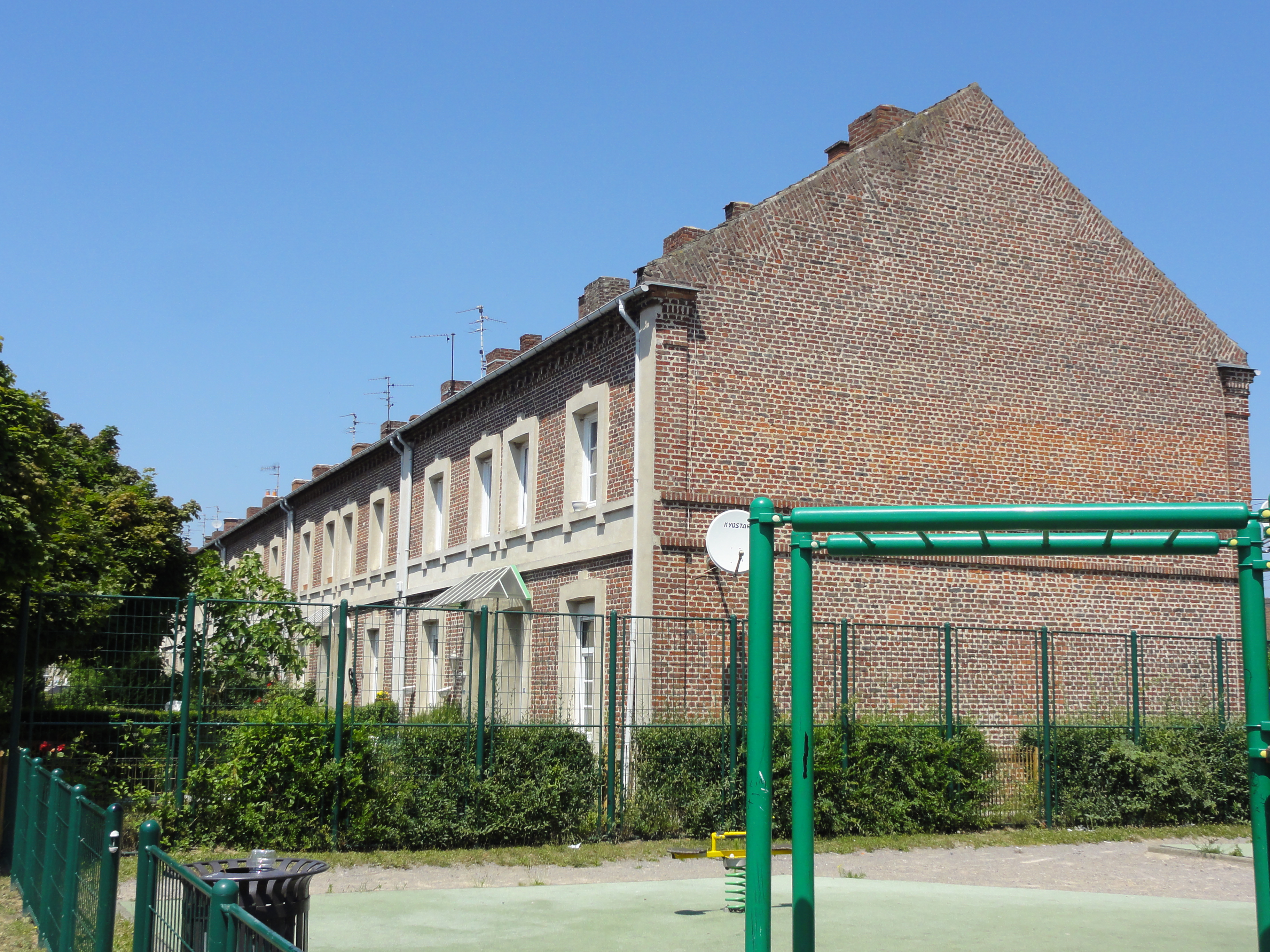
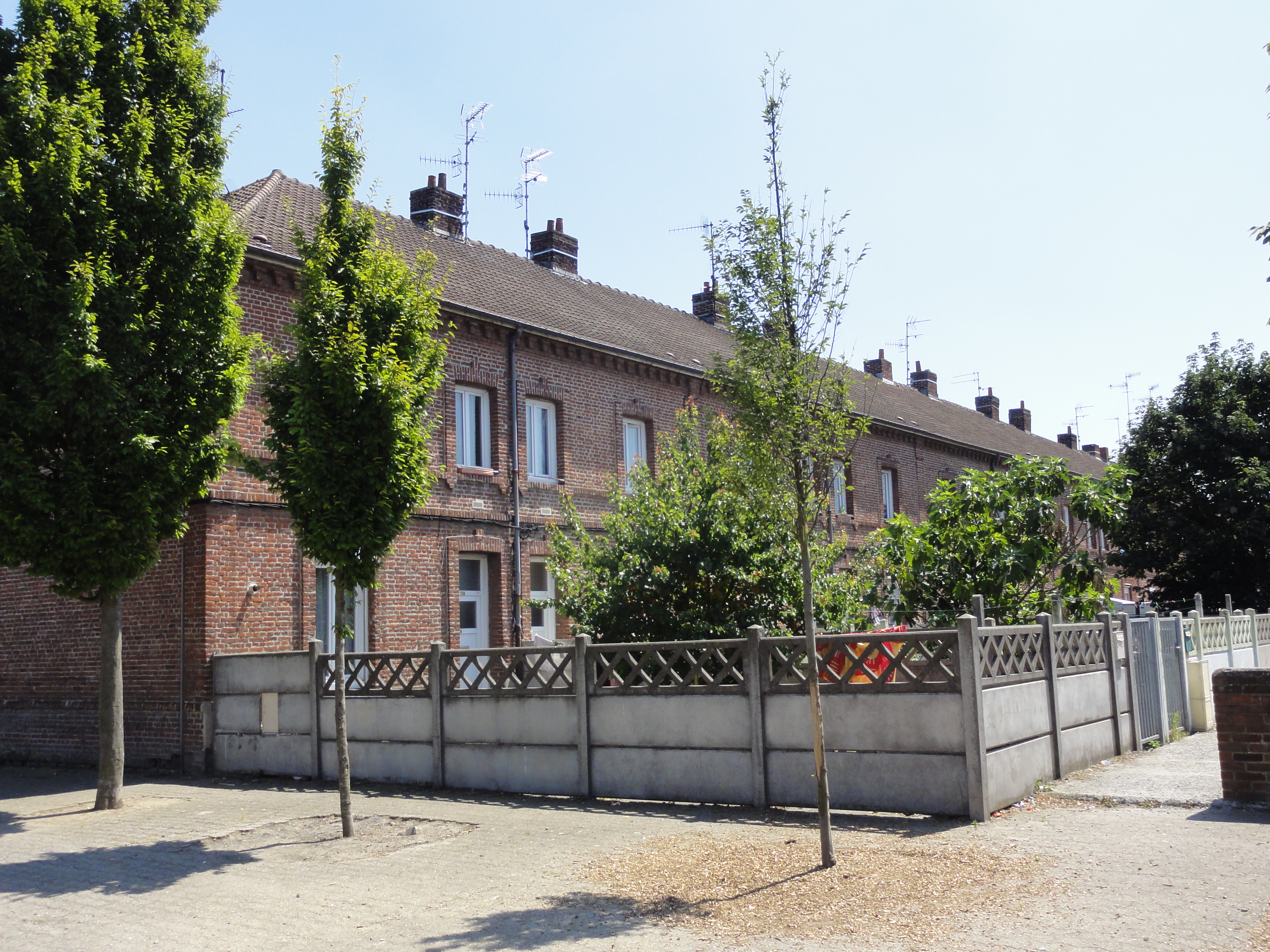
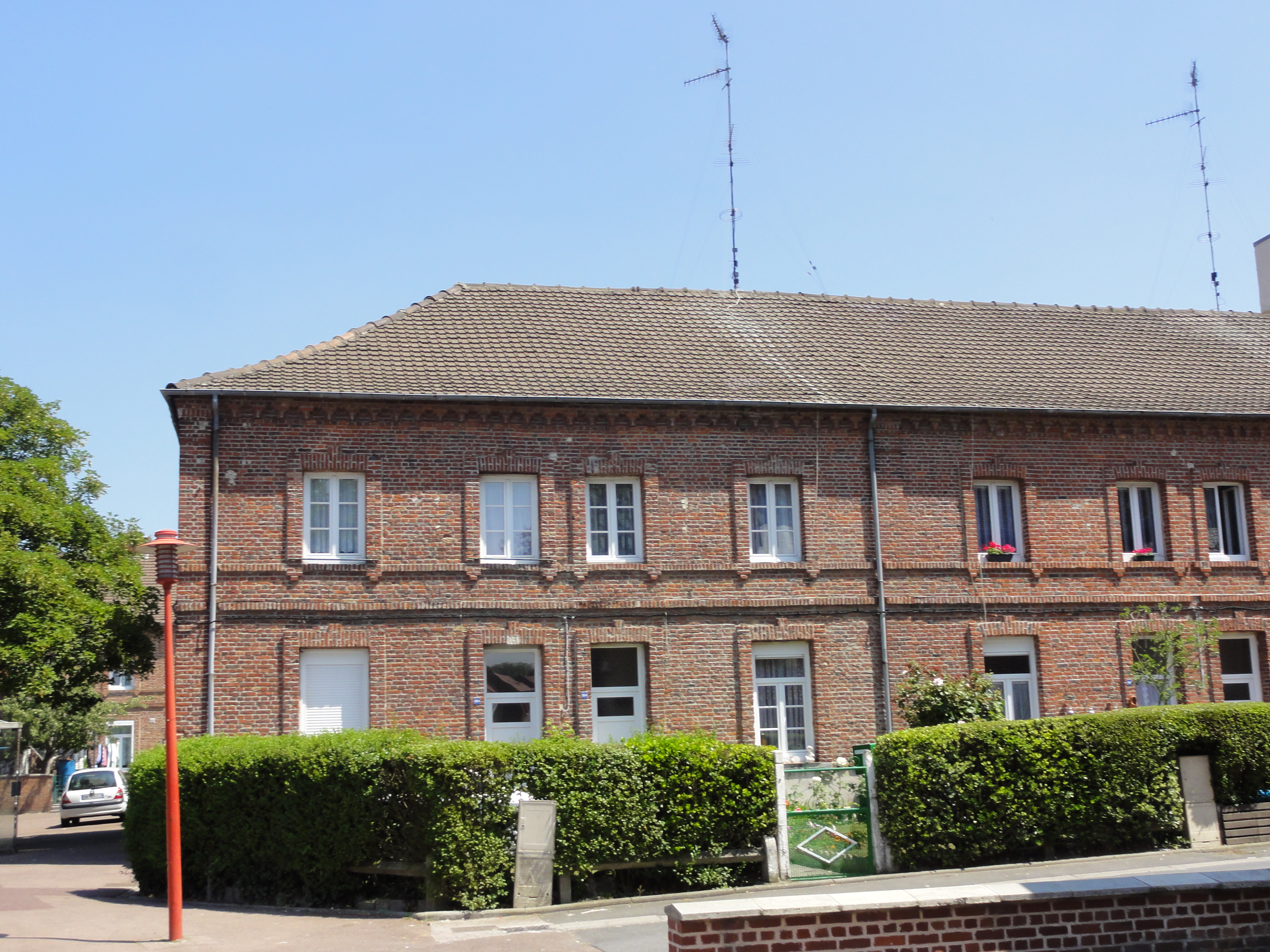
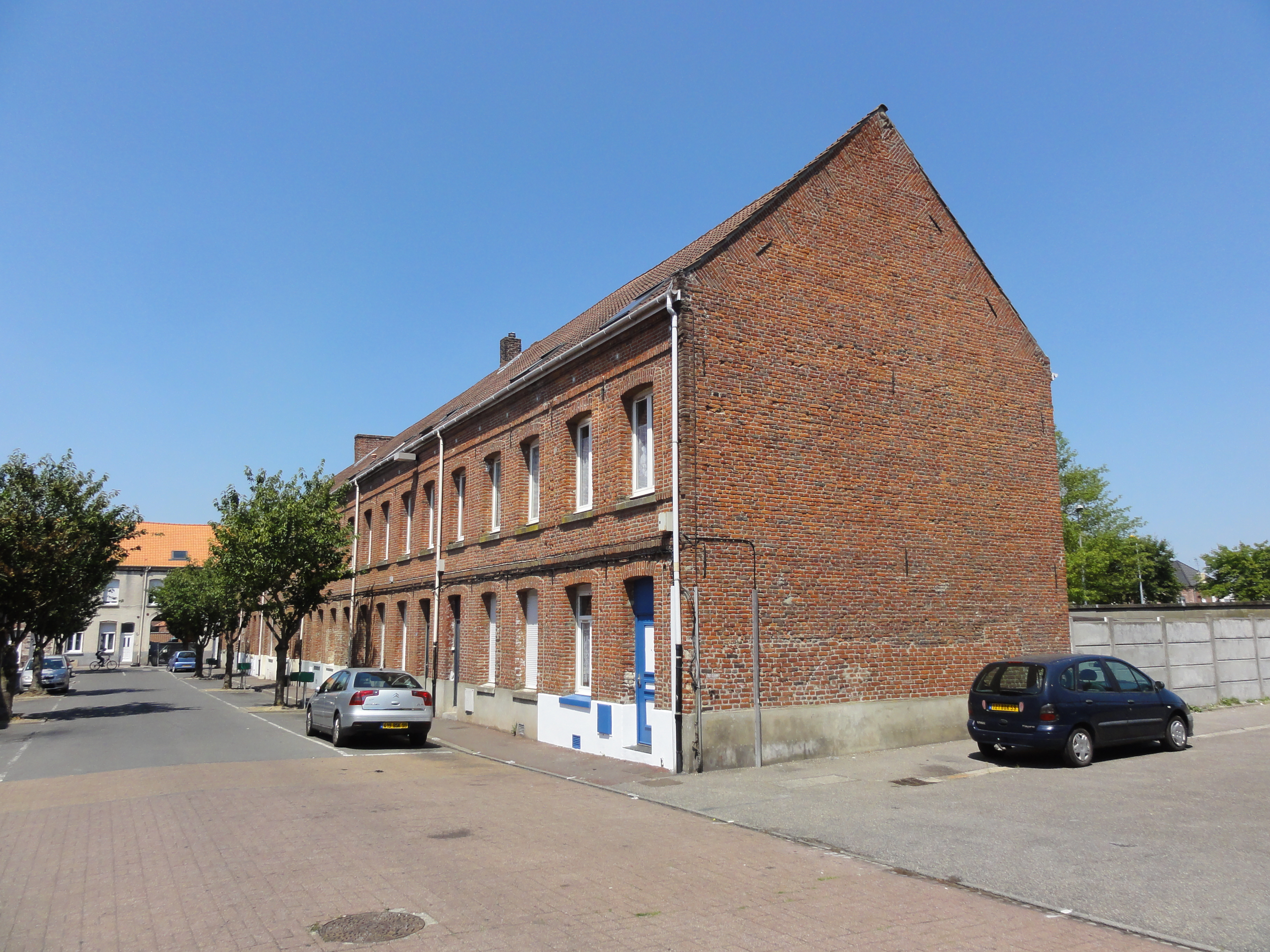
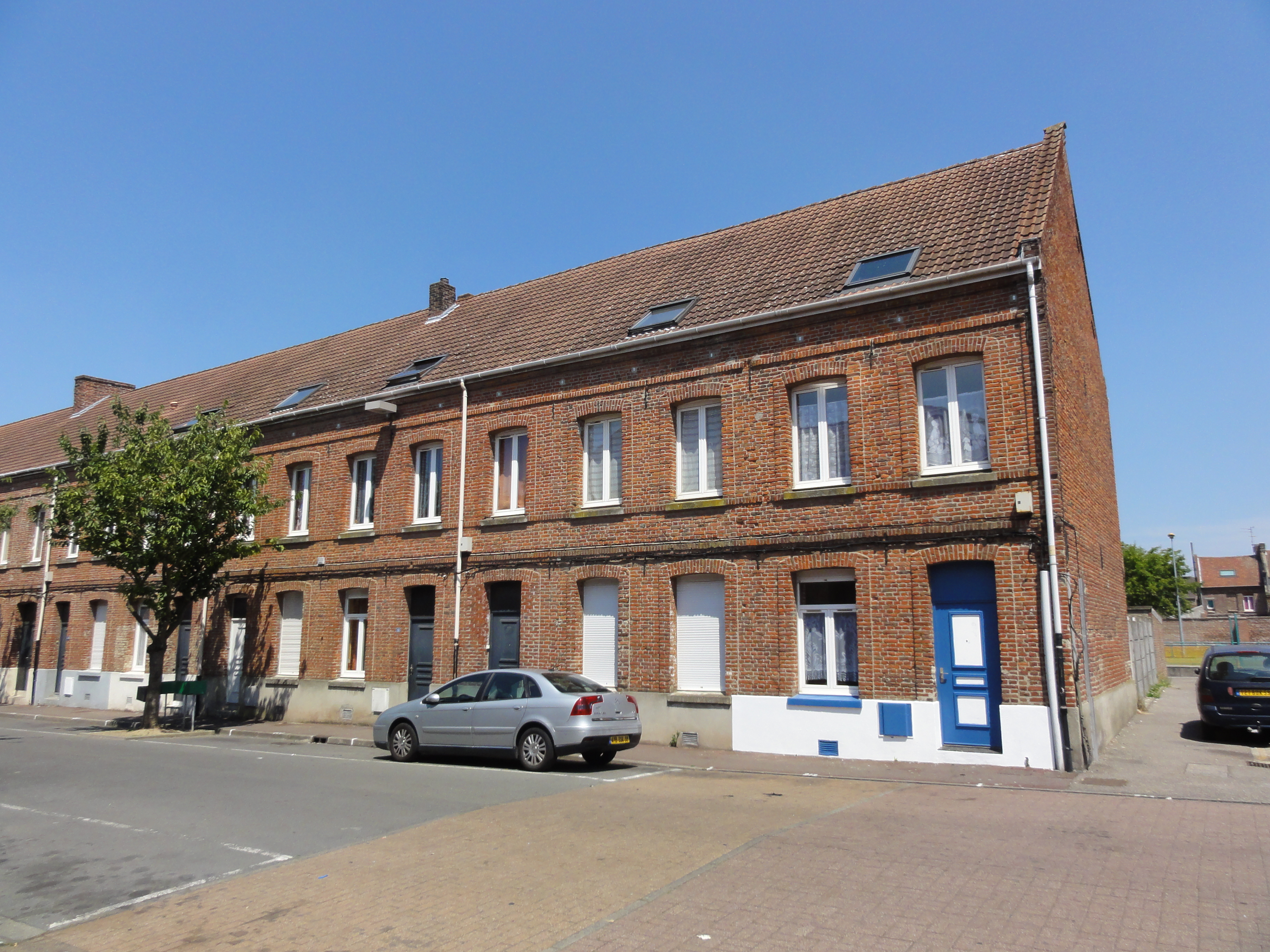

## L'église Notre-Dame-d'Espérance
La Compagnie a construit près de ses corons l'église Notre-Dame-d'Espérance.

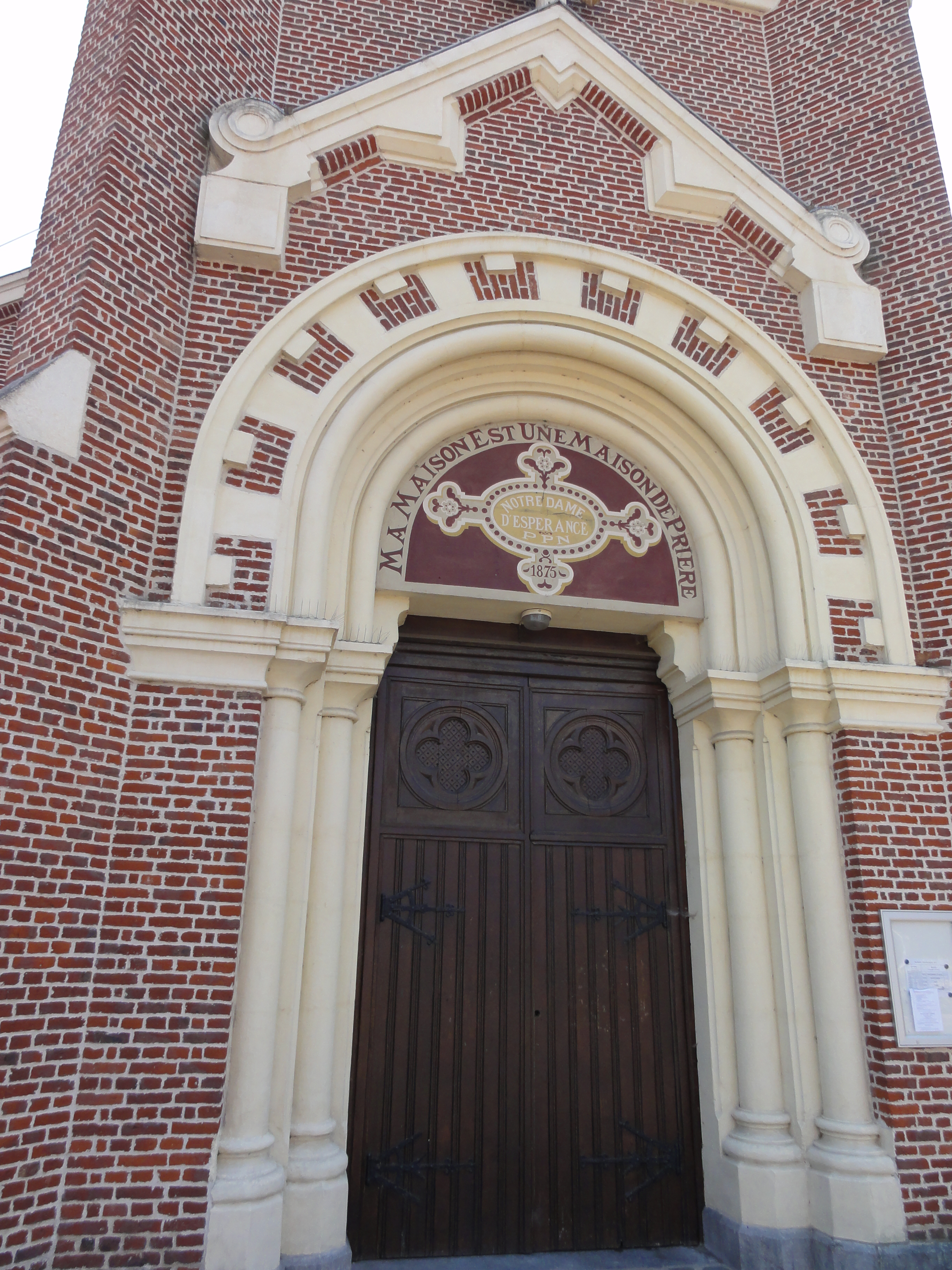
L'entrée de l'église.
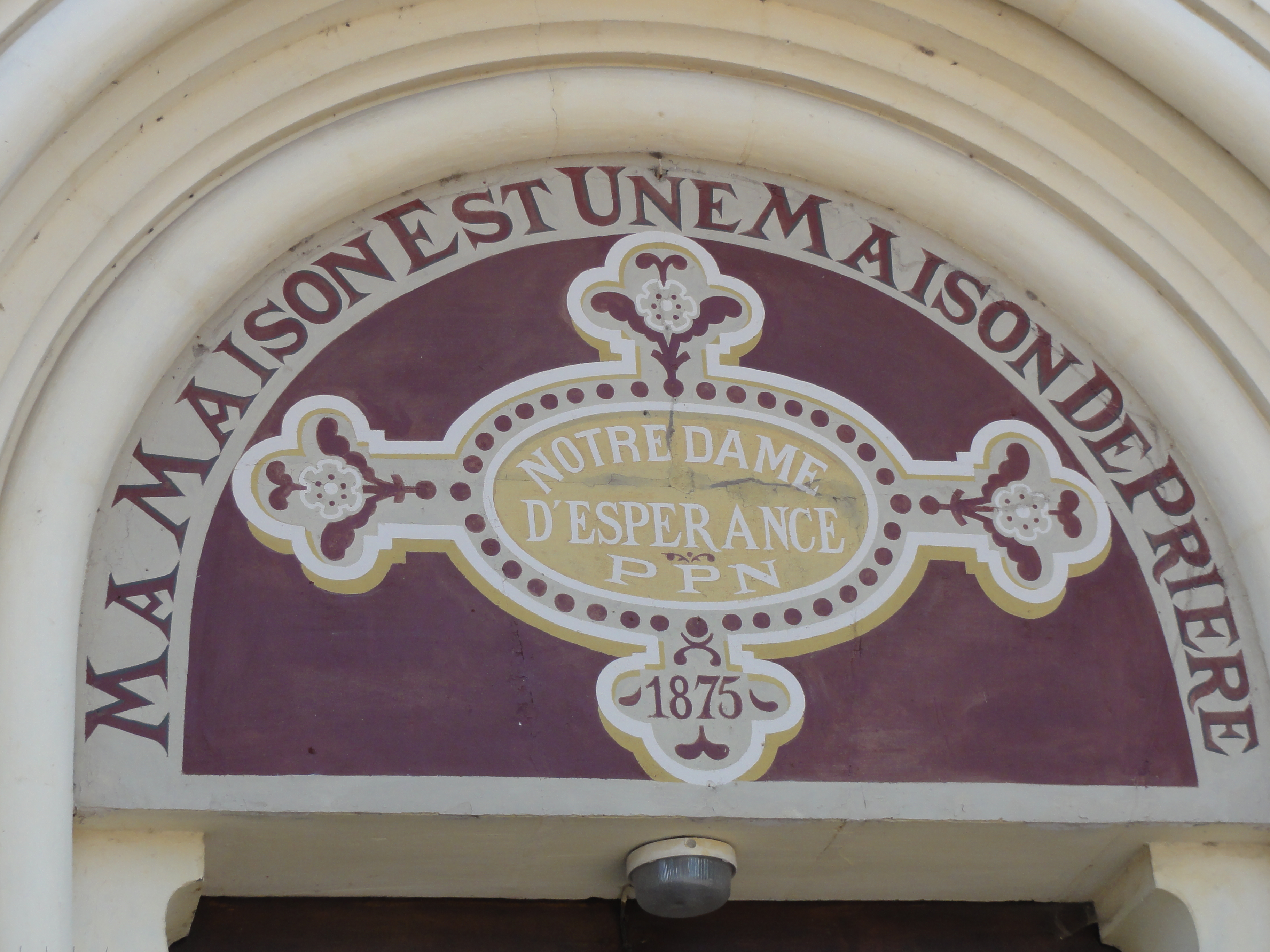
Détail du portail de l'église.
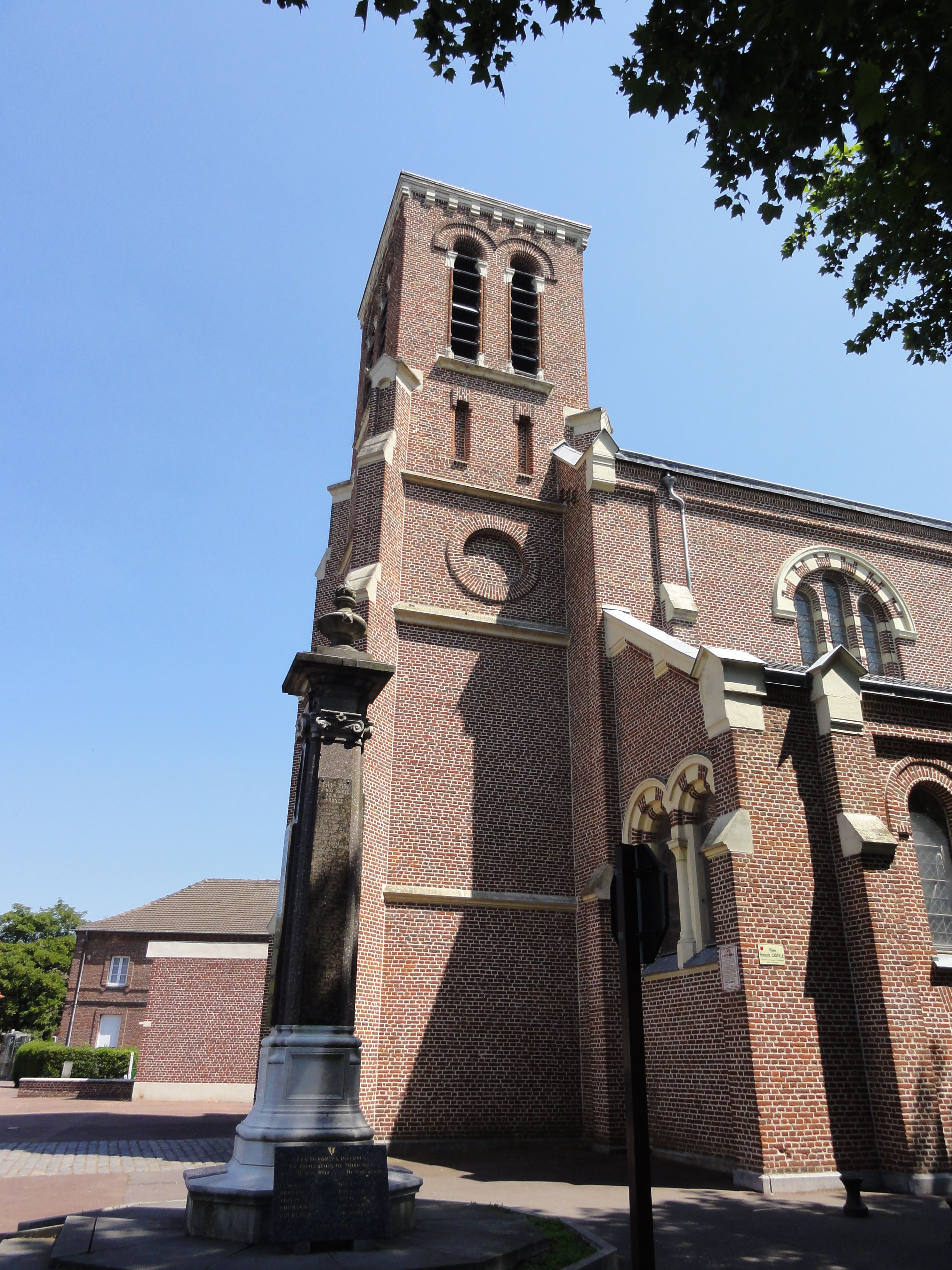
Le clocher.
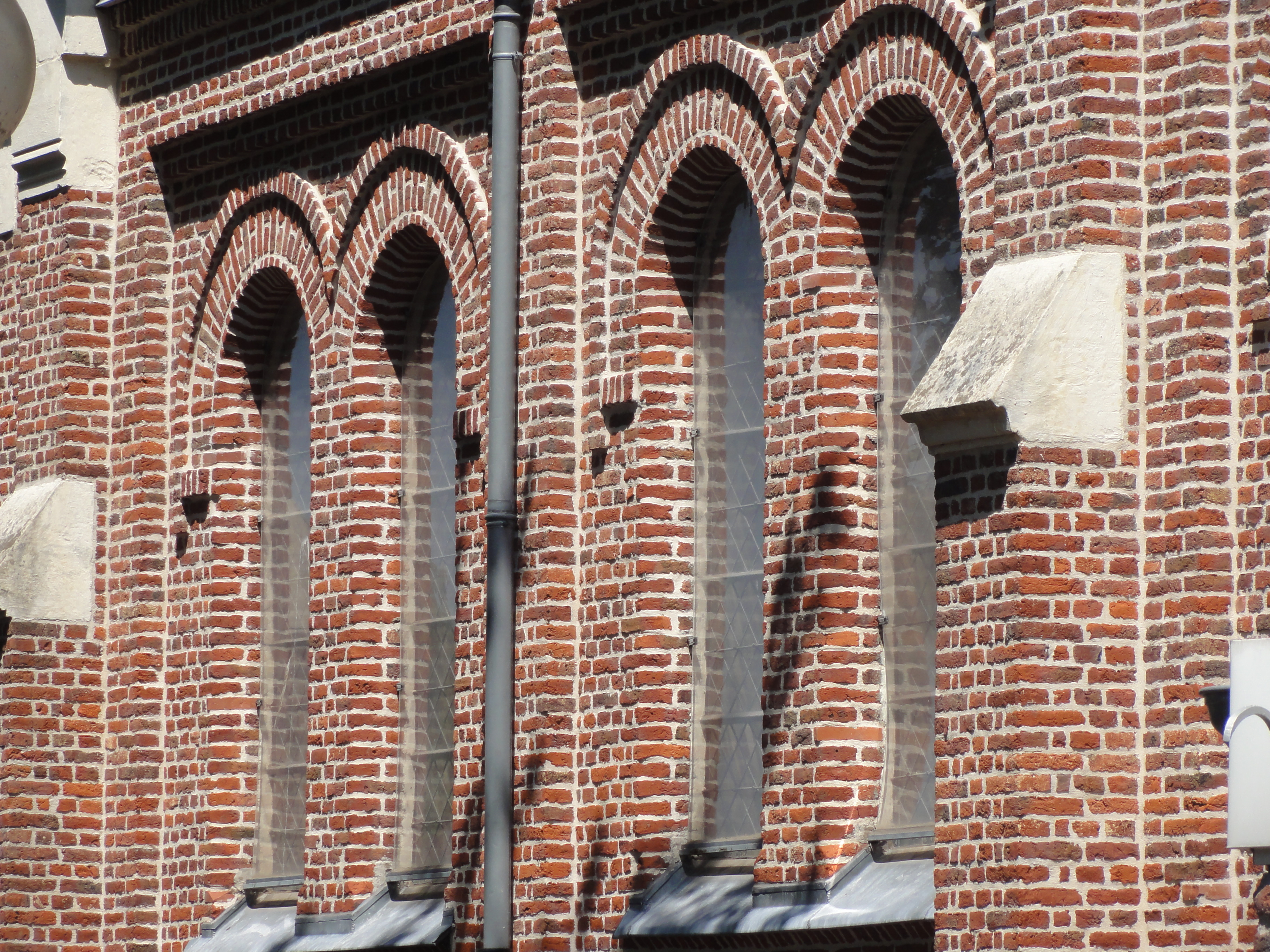
Détail des fenêtres.
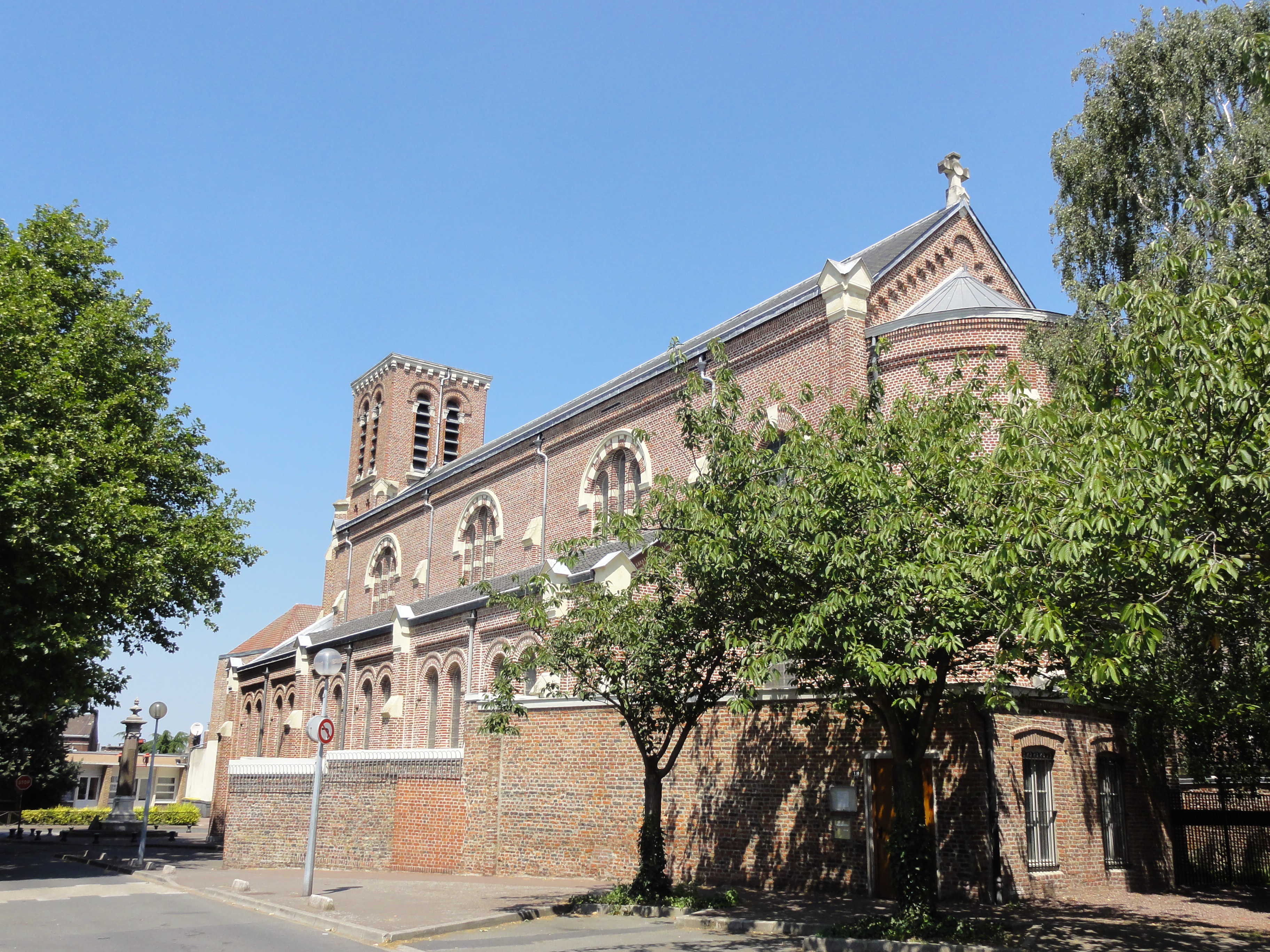
Vue générale de l'église.
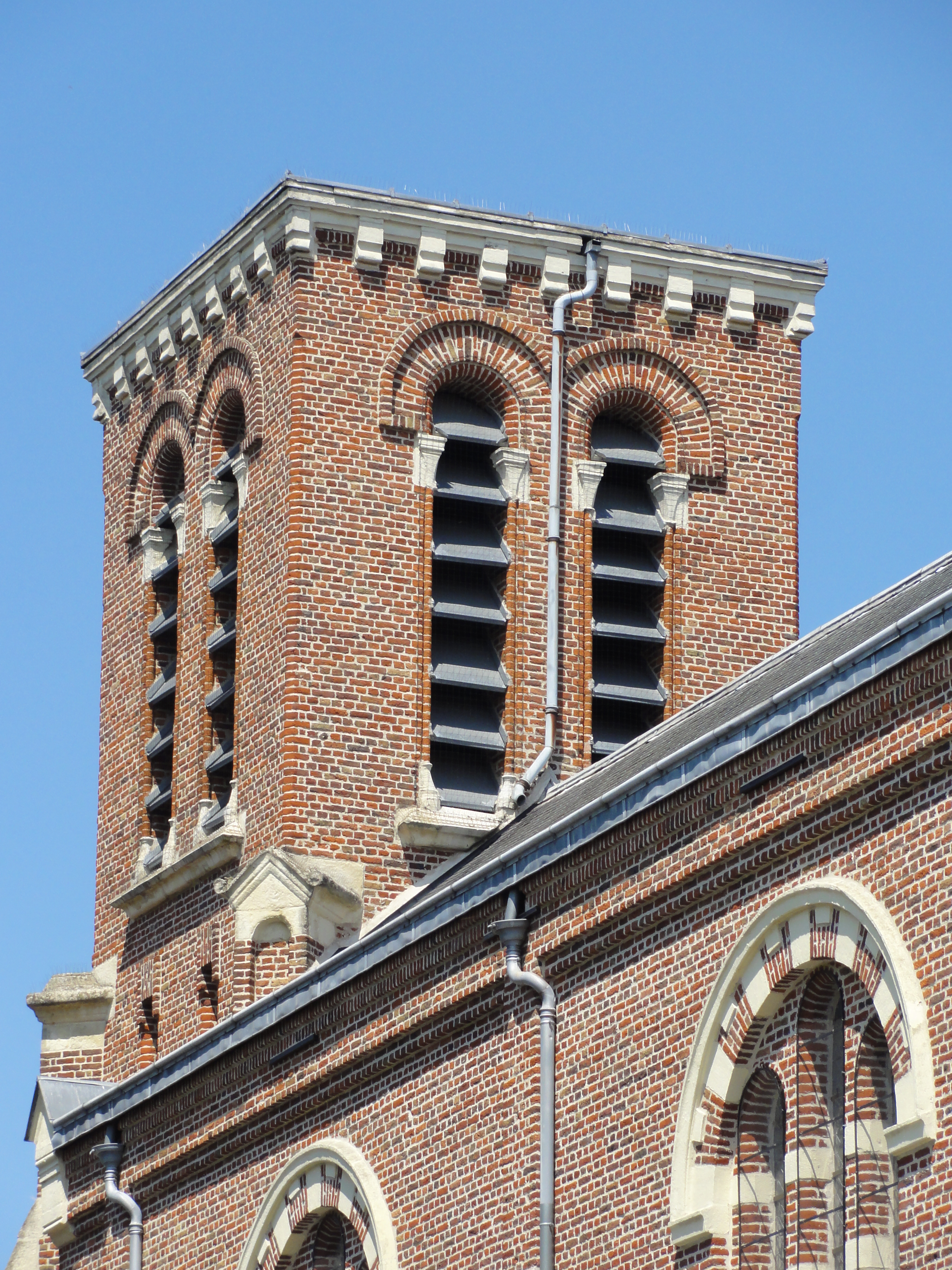
Détail du clocher.
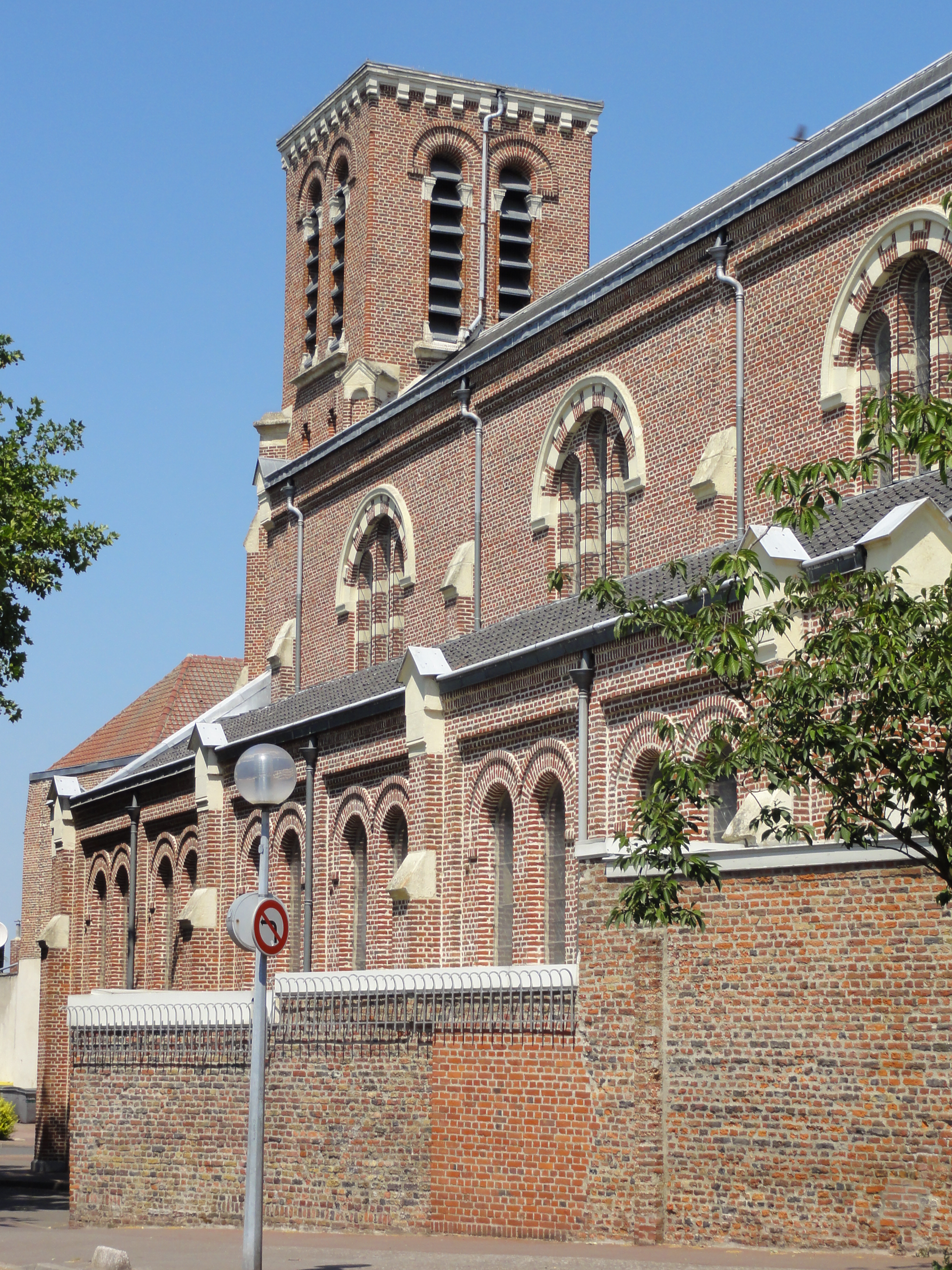
Vue globale de l'édifice.